# 中华全国妇女联合会
中华全国妇女联合会，简称全国妇联，是1949年3月成立的人民团体，是中华人民共和国全国性妇女组织。
全国妇联主要负责代表及捍卫妇女权益、促进男女平等、维护少年儿童权益。全国妇联主办“一报一刊”，分别是《中国妇女报》和《中国妇女》杂志。

## 历史

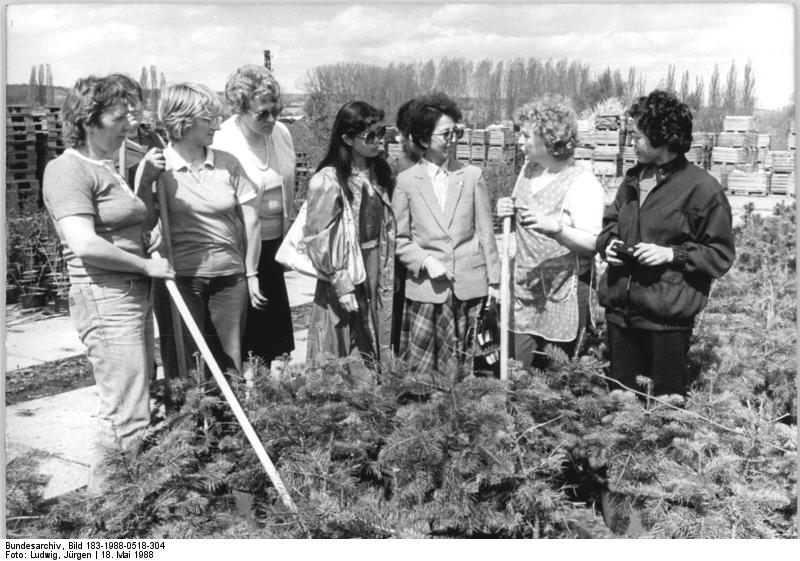
1988年，全国妇联代表团在德国访问。

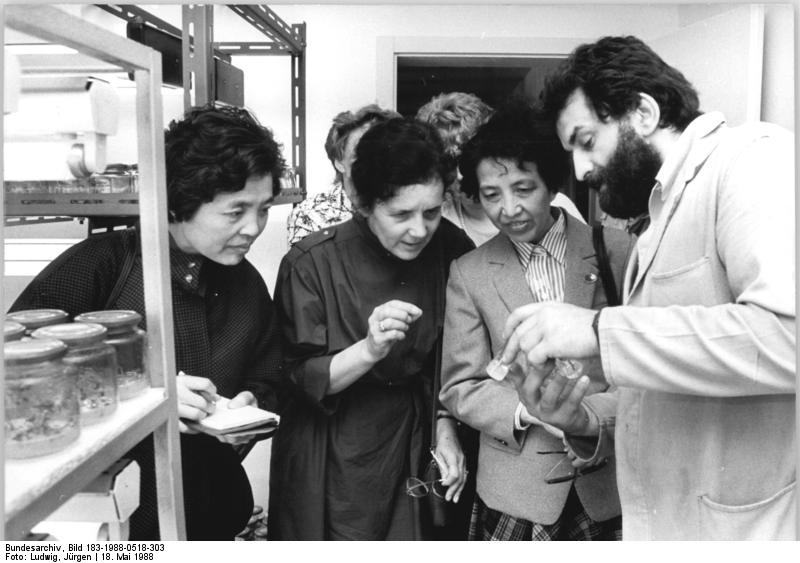
1988年，全国妇联代表团在德国访问。

1945年，解放区妇女联合会筹备委员会在延安举行。推举蔡畅为筹委会主任，邓颖超、白茜为副主任，区梦觉为秘书长。
1949年3月24日至4月3日，中国妇女第一次代表大会在北平召开，成立“中华全国民主妇女联合会”，选举了由51名执行委员、21名候补委员组成的执行委员会，执行委员会选举常务委员会17人，何香凝为名誉主席，蔡畅为主席，邓颖超、李德全、许广平为副主席，区梦觉为秘书长。组织部长帅孟奇，宣传教育部长沈兹九，生产事业部长张琴秋，妇女儿童福利部长康克清、国民党区工作部长曹孟君，国际工作部长杨之华。
1957年改称“中华人民共和国妇女联合会”，1978年又改为“中华全国妇女联合会”。
1994年4月，全国妇联被联合国儿童基金会授予年度“莫里斯·佩特奖”。1995年，全国妇联被调整为非政府组织。1995年，联合国授予中华全国妇女联合会年度国际扫盲奖──“世宗大王奖”。
2020年8月31日，根据国家发展改革委《关于全面推开行业协会商会与行政机关脱钩改革的实施意见》（发改体改〔2019〕1063号），原由妇联主管的中国女科技工作者协会、妇女手工编织协会等2家行业协会（商会）与妇联分离，依法直接登记、独立运行，剥离行政职能，不再设置业务主管单位。取消对行业协会的直接财政拨款，通过政府购买服务等方式支持其发展。全面实行劳动合同制度，依法依章程自主招聘工作人员。

## 机构设置
根据《中华全国妇女联合会机关职能配置、内设机构和人员编制规定》，全国妇联机关为正部级参照公务员法管理机关（单位）。全国妇联设置下列机构：

### 内设机构
- 办公厅
- 组织部
- 宣传部
- 妇女发展部
- 权益部
- 家庭和儿童工作部
- 联络部
- 国务院妇女儿童工作委员会办公室
- 机关党委
- 离退休干部局

### 直属事业单位
- 中华全国妇女联合会妇女研究所
- 中国妇女杂志社
- 中国儿童中心
- 中国妇女报社（全国妇联网络信息传播中心）
- 全国妇联社会联络与交流合作中心（中国妇女外文期刊社）
- 中国妇女活动中心
- 全国妇联机关服务中心（机关服务局）
- 中国儿童少年基金会
- 中国妇女发展基金会
- 中国妇女儿童博物馆

#### 直属高等学校
- 中华女子学院（全国妇联干部培训学院）

### 直属企业单位
- 中国妇女出版社有限公司
- 中国妇女旅行社有限公司

### 主管社会团体
- 中国关心下一代工作委员会

## 历任领导
第一届全国妇联
- 名誉主席：宋庆龄、何香凝
- 主席：蔡畅
- 副主席：邓颖超、李德全、许广平
- 秘书长：区梦觉
- 副秘书长：曾宪植

第二届全国妇联
- 名誉主席：宋庆龄、何香凝
- 主席：蔡畅
- 副主席：邓颖超、李德全、许广平、史良、章蕴
- 秘书长：章蕴（兼）
- 副秘书长：罗琼、曹孟君、曾宪植

第三届全国妇联
- 名誉主席：宋庆龄、何香凝
- 主席：蔡畅
- 副主席：邓颖超、李德全、许广平、史良、章蕴、杨之华、刘清扬、康克清
- 书记处第一书记：罗琼
- 书记：田秀涓、李宝光、吴綪、吴全衡、胡耐秋、曹孟君、曹冠群、曾宪植、杨蕴玉、董边、郭建（1961年5月任职）、黄甘英（1961年5月任职）、 赵烽（1963年5月-1966年6月任职）

第四届全国妇联
- 名誉主席：宋庆龄、蔡畅、邓颖超
- 主席：康克清
- 副主席：史良、罗琼、吴贻芳、曾宪植、雷洁琼、林巧稚、李宝光、郝建秀、黄甘英、林丽韫、关建、阿沛·才旦卓嘎、玛依努尔·哈斯木
- 书记处第一书记：罗琼（1978年9月-1982年5月任职）、郭力文（1980年4月任书记，1982年5月任第一书记）
- 书记：李琴（未到任)、李宝光（1978年9月-1979年任职）、黄甘英、吴全衡、田秀涓（1978年9月-1982年任职）、李淑铮（未到任)、董边、林丽韫（1978年9月-1982年任职）、王云（1979年任职）、张洁珣（1980年任职）、柳勉之（1980年-1982年任职）、梁柯平（1980年-1982年5月任职）、胡德华（1981年任职）、于淑琴（1982年任职）、王立威（1982年任职）

第五届全国妇联
- 主席：康克清
- 副主席：罗琼、吴贻芳、雷洁琼、谭惕吾、李文宜、张帼英、郭力文、黄甘英、林丽韫、阿沛·才旦卓嘎、玛依努尔·哈斯木、王琇瑛、谭茀芸
- 书记处第一书记：张帼英
- 书记处书记：胡德华、王庆淑、王淑贤、王德意、于淑琴、范崇嬿、王立威、关涛（1986年任职）

第六届全国妇联
- 名誉主席：康克清
- 主席：陈慕华
- 副主席：张帼英、黄启璪、林丽韫、阿沛·才旦卓嘎、玛依努尔·哈斯木、郝诒纯、张素我、卢乐山、聂力、韦钰、赵地、杨衍银
- 书记处第一书记：张帼英（1988年9月-1990年2月任职）、黄启璪（1988年9月任书记，1990年2月任第一书记）
- 书记处书记：黄启璪、王淑贤、关涛、康泠、赵地（1990年12月任职）、杨衍银（1990年12月-1993年6月任职）

第七届全国妇联
- 主席：陈慕华
- 副主席：黄启璪、顾秀莲（1998年6月任职）、张帼英、林丽韫、赵地、聂力、阿沛·才旦卓嘎、玛依努尔·哈斯木、郝诒纯、何鲁丽、孔令仁、韦钰、王淑贤、刘海荣
- 书记处第一书记：黄启璪（1993年9月-1998年3月任职）、顾秀莲（1998年3月任职）
- 书记处书记：赵地、王淑贤、刘海荣、康泠、田淑兰、华福周、张连珍（1993年9月-1995年10月任职）、冯淬（1996年11月任职）

第八届全国妇联
- 名誉主席：陈慕华
- 主席：彭珮云
- 副主席：顾秀莲、黄晴宜、巴桑、沈淑济、孔令仁、谢丽娟、钱易、韦钰、刘海荣、彭钢、刘雅芝、田淑兰、华福周
- 书记处第一书记：顾秀莲
- 书记处书记：黄晴宜、沈淑济、刘海荣（1998年9月-2001年12月任职）、田淑兰（1998年9月-2002年3月任职）、华福周、冯淬（1998年9月-2001年12月任职）、莫文秀、李秋芳、赵少华

第九届全国妇联
- 名誉主席：陈慕华、彭珮云
- 主席：顾秀莲
- 副主席：黄晴宜、巴桑（兼）、沈淑济、谢丽娟（兼）、刘雅芝（兼）、汪纪戎（兼）、张梅颖（兼）、陈秀榕、黄彦蓉（兼）、吴启迪（兼）、莫文秀、赵少华、刘晓连（兼）
- 书记处第一书记：黄晴宜
- 书记处书记：沈淑济、陈秀榕、莫文秀、赵少华、洪天慧、甄砚、张世平、王乃坤

第十届全国妇联
- 名誉主席：陈慕华、彭珮云
- 主席：沈跃跃（2013年5月任职）、陈至立（2008年10月-2013年5月）
- 副主席： 宋秀岩（2010年1月任职）、黄晴宜（2008年10月-2010年1月）、陈秀榕、孟晓驷、潘贵玉（兼）、赵实（兼）、乔传秀（兼）、汪纪戎（兼）、姜力（兼）、徐莉莉（兼）、唐晓青（兼）、洪天慧（2008年10月-2011年12月）、热孜万·艾拜（兼）、张世平（2011年12月任职，兼）、甄砚、赵东花（2011年12月任职）
- 书记处第一书记：宋秀岩（2010年1月任职）、黄晴宜（2008年10月-2010年1月）
- 书记处书记：陈秀榕、孟晓驷、洪天慧（2008年10月-2011年12月）、甄砚、赵东花、范继英、张静（2010年1月任职）、崔郁（2011年12月任职）

第十一届全国妇联
- 主席：沈跃跃
- 副主席：宋秀岩（2013年10月-2018年9月）、黄晓薇（2018年9月任职）、张晓兰（2016年8月任职）、孟晓驷（2013年10月-2016年8月）、热孜万·艾拜（兼）（2013年10月-2018年10月）、靳诺（2013年10月-2018年10月，兼）、程红（2013年10月任职，兼）、谢茹（2013年10月-2018年10月，兼）、崔丽（2013年10月-2018年10月，兼）、赵东花（2013年10月-2016年8月）、喻红秋（2013年10月-2015年3月）、印红（2013年10月-2018年10月，兼）、范继英（2013年10月-2018年10月，兼）、崔郁（2013年10月-2017年2月）、夏杰（2017年2月任职）、焦扬（2015年7月-2016年10月）、邓丽（2016年8月-2018年10月）、谭琳（2017年2月任职）、董尤心（2013年10月-2016年1月，兼）、宋鱼水（2013年10月任职，兼）、刘洋（2016年8月任职，兼）
- 书记处第一书记：宋秀岩（2013年10月-2018年9月）、黄晓薇（2018年9月至今）
- 书记处书记：张晓兰（2016年8月任职）、孟晓驷（2013年10月-2016年8月）、赵东花（2013年10月-2016年8月）、喻红秋（2013年10月-2015年3月）、崔郁（2013年10月-2017年2月）、夏杰（2017年2月任职）、焦扬（2013年10月-2016年10月）、邓丽（2013年10月-2018年10月）、谭琳（2013年10月任职）、杨柳（2018年6月-2018年10月，挂职）

第十二届全国妇联
- 主席：沈跃跃
- 副主席：黄晓薇、桑顶·多吉帕姆·德庆曲珍（兼）、张晓兰、程红（兼）、夏杰（2018年11月-2023年2月）、谭琳（2018年11月-2021年2月）、曹淑敏（兼）、余艳红（兼）、吴海鹰、石岱（2018年11月-2023年2月，兼）、宋鱼水（兼）、刘洋（兼）、陈化兰（兼）、蒙曼（兼）、蔡淑敏（2021年2月-2023年2月）、马璐（2022年7月任职，兼）、林怡（2022年7月任职）
- 书记处第一书记：黄晓薇
- 书记处书记：张晓兰、夏杰（2018年11月-2023年2月）、谭琳（2018年11月-2021年2月）、吴海鹰、赵雯（2018年11月-2023年3月）、蔡淑敏（2018年11月-2023年2月）、章冬梅（2018年11月-2021年2月，挂职）、杜芮（2021年2月任职）、林怡（2022年7月任职）

第十三届全国妇联
- 主席：谌贻琴
- 副主席：黄晓薇、桑顶·多吉帕姆·德庆曲珍（兼）、张晓兰、葛晓燕（兼）、余艳红（兼）、徐晓兰（兼）、马璐（兼）、林怡、冯玲、章冬梅、陈化兰（兼）、蒙曼（兼）、张桂梅（兼）、王亚平（兼）
- 书记处第一书记：黄晓薇
- 书记处书记：张晓兰、林怡、冯玲、章冬梅、马列坚、宋莉、那艳芳（挂职）

## 业务

### 地方组织
最高权力机构为全国妇女代表大会，每5年举行一次。大会选举产生全国妇联执行委员会，后者每年开会一次。执行委员会选举主席、副主席和常务委员组成常务委员会，是执行委员会闭会期间的领导机构。常务委员会下设主持日常工作的书记处。

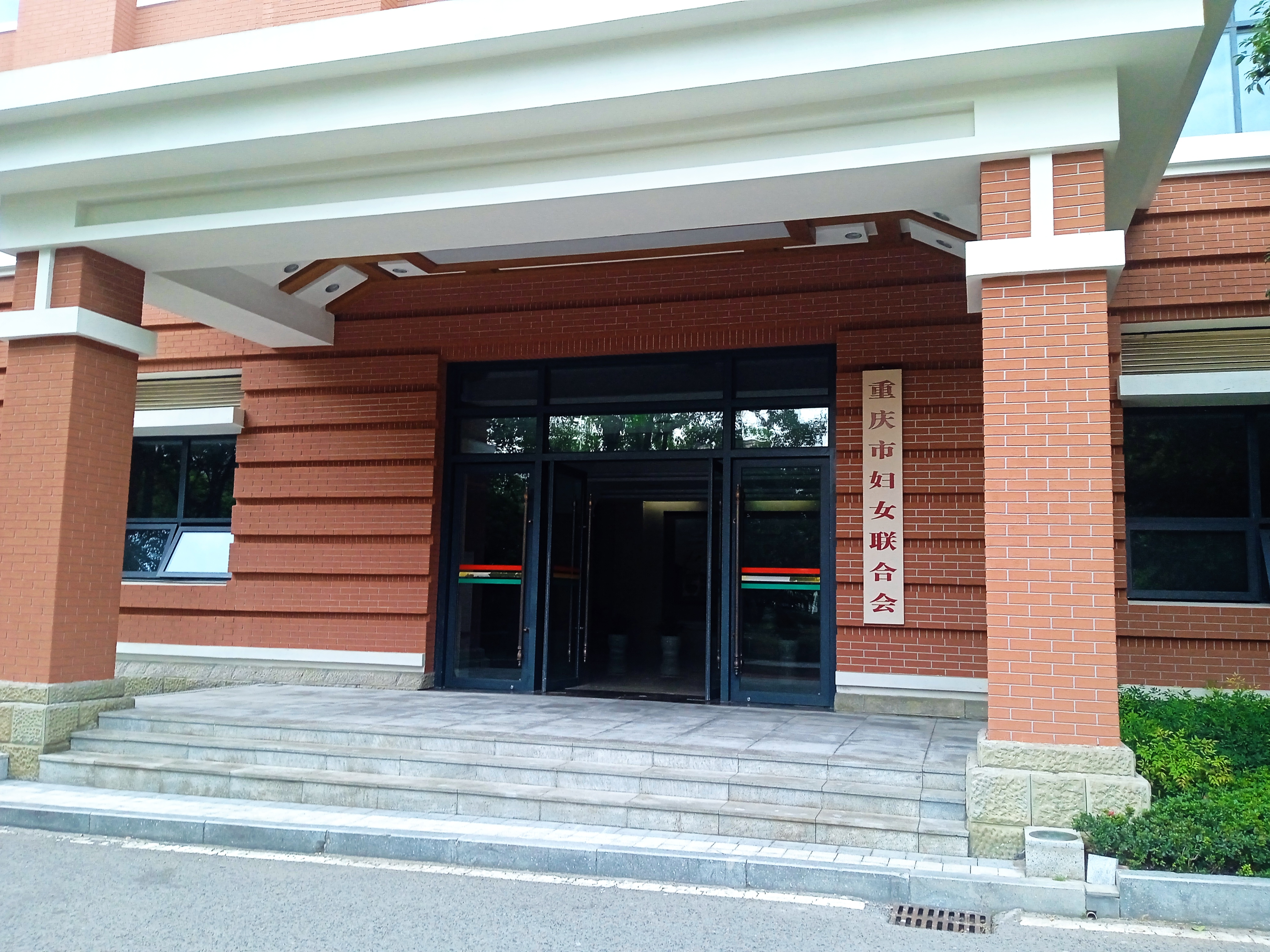
全国妇联在重庆市的地方组织

与全国一级类似，省、市、县级行政区以上的行政单位有自己的地方妇女代表大会，每5年举行一次，并选举执行委员会，后者选出主席一人、副主席若干人、常务委员若干人，组成常务委员会，领导本地区妇女联合会的工作。
在乡、镇、街道的妇女代表大会每三至五年举行一次。妇女代表大会闭会期间的领导机构是执行委员会。执行委员会全体会议选举主席一人、副主席若干人，负责日常工作。乡镇妇联主席常被俗称或误称为“乡镇妇女主任”。
在行政村，由本村妇女代表大会或妇女大会选出村妇女主任。村妇女主任是村民委员会的当然成员。由于中国的农村基层民主政权建设，村妇女主任与村委会其它成员一般都要由选举产生。
在乡镇企业、农（林牧渔）场、城市的居民委员会和专业市场等，与行政村类似，由妇女代表会议选出妇女主任一名、副主任若干名。
企业基层工会女职工委员会是所在地域妇联的团体会员。凡在民政部门合规注册的女性为主体会员的社会团体，可成为妇联的团体会员。